# Karl Seydel (Mediziner)
Karl Seydel (* 28. Mai 1839 in Chelchen,  Kreis Lyck, Ostpreußen; † 15. November 1912 in  Königsberg i. Pr.) war ein deutscher Geburtshelfer und Rechtsmediziner.

## Leben
Seydel studierte zunächst an der Albertus-Universität Königsberg und der Rheinischen Friedrich-Wilhelms-Universität Bonn Medizin. 1858 wurde er im Corps Teutonia Bonn recipiert. 1859 wurde er Mitglied der Königsberger Burschenschaft Gothia.
Nachdem er noch an der Friedrich-Wilhelms-Universität zu Berlin gewesen war, wurde er 1861 in Königsberg zum Dr. med. promoviert. Seit 1868 habilitierter Privatdozent für Geburtshilfe, erhielt er 1886 auch die Venia legendi für Gerichtliche Medizin. 1891 wurde er als Extraordinarius an den neuen, im Königreich Preußen fünften Lehrstuhl für Gerichtsmedizin berufen. 1894 wurde Seydel zum Geheimen Medizinalrat ernannt.

„Das Interesse für die Gerichtliche Medizin, welches bei uns in Preussen im Gegensatz zu den übrigen Culturstaaten Europas ein auffallend geringes war, scheint sich in der allerneuesten Zeit etwas zu heben. Als Triebfeder zu Gunsten der neben den praktisch klinischen Fächern und der Hygiene gegenwärtig stark in den Hintergrund getretenen Disciplin wird wohl die Erkenntnis anzusehen sein, daß mangelnde Ausbildung nicht nur für den beamteten Arzt von schwerwiegenden Folgen werden kann ... [so daß] der Staatsanwalt über mangelnde Ausbildung mehrerer Aerzte in der gerichtlichen Medizin öffentlich Klage führte.“

## Werke
- Leitfaden der Gerichtlichen Medizin